# برهان الدين الناجي
بُرْهَانُ الدِّينِ أَبُو إِسْحَاقَ إِبْرَاهِيمُ بْنُ مُحَمَّدِ بْنِ مَحْمُودِ بْنِ بَدْرٍ الْحَلَبِيُّ الْقُبَيْبَاتِيُّ الشَّافِعِيُّ النَّاجِي (ربيع الأول أو الآخر 810 – رمضان 900هـ / 1407 – 1495م) واعظ عارفٌ بالحديث، من مدينة دمشق أو حلب.

## مؤلفاته
- تعليقة على الترغيب والترهيب للمنذري[7]
- المعين على فعل سنة التلقين[3]
- رسالة في الشفاعة[7]

### فهرس المراجع
1. 1 2 3 4 5 6 7 8 9  الزركلي (2002)، ج. 1، ص. 65.
2. 1 2 3  الناجي (1999)، ج. 1، ص. 53.
3. 1 2 3  الناجي (1999)، ج. 1، ص. 75.
4. ↑  الناجي (1999)، ج. 1، ص. 57.
5. ↑  الناجي (1999)، ج. 1، ص. 59–60.
6. ↑  الناجي (1999)، ج. 1، ص. 63، 66–67.
7. 1 2  الناجي (1999)، ج. 1، ص. 74.

### بيانات المراجع (مُرتَّبة حسب تاريخ النشر)
- برهان الدين الناجي (1999). عجالة الإملاء المتيسرة من التذنيب على ما وقع للحافظ المنذري من الوهم وغيره في كتابه «الترغيب والترهيب». تحقيق: محمد بن عبد الله القناص، إبراهيم بن حماد الريس (ط. 1). الرياض: مكتبة المعارف. ISBN:9960-830-40-3. LCCN:99900644. OCLC:47110084. OL:13211018M. QID:Q131901211.
- خير الدين الزركلي (2002)، الأعلام: قاموس تراجم لأشهر الرجال والنساء من العرب والمستعربين والمستشرقين (ط. 15)، بيروت: دار العلم للملايين، OCLC:1127653771، QID:Q113504685